# Lucas Assadi
Pour les articles homonymes, voir Assadi.
Lucas Assadi, né le 8 janvier 2004 à Puente Alto au Chili, est un footballeur international chilien. Il évolue au poste de milieu offensif avec l'Universidad de Chile.

## Biographie

### En club
Né à Puente Alto au Chili, Lucas Assadi est formé par l'Universidad de Chile. C'est avec ce club qu'il débute en professionnel. Il joue son premier match le 30 juillet 2021, face au Deportivo Ñublense. Ce jour-là, il entre en jeu à la place de Marcelo Cañete (en) et les deux équipes se neutralisent (1-1).
Le 15 septembre 2022, Lucas Assadi inscrit son premier but en professionnel, lors d'une rencontre de championnat face au CD Palestino. Titulaire, il participe à la victoire de son équipe par deux buts à un.
Le 2 juillet 2024, Assadi se fait remarquer en réalisant son premier doublé, lors d'une rencontre de coupe du Chili face au San Antonio Unido (en). Titulaire, il participe à la victoire de son équipe par sept buts à zéro.

### En sélection nationale
Lucas Assadi représente l'équipe du Chili des moins de 17 ans. Avec cette sélection il participe à la coupe du monde des moins de 17 ans en 2019, alors qu'il est âgé de seulement 15 ans. Lors de cette compétition organisée au Brésil, il joue un seul match, contre la France le 27 octobre 2019 (défaite 2-0 des Chiliens),.
Avec les moins de 23 ans, il joue un match face au Pérou le 1er septembre 2022 (victoire 1-0 du Chili),.
Le 6 novembre 2022, Lucas Assadi est appelé pour la première fois avec l'équipe nationale du Chili, par le sélectionneur Eduardo Berizzo. Il entre en jeu à la place de Diego Rubio et les deux équipes se neutralisent (0-0 score final).